# Nieul-lès-Saintes
Pour les articles homonymes, voir Nieul (homonymie).
Nieul-lès-Saintes est une commune du Sud-Ouest de la France, située dans le département de la Charente-Maritime (région Nouvelle-Aquitaine).
Ses habitants sont appelés les Nieulais et les Nieulaises.

## Géographie

### Présentation et situation
La commune de Nieul-lès-Saintes se situe dans le centre du département de la Charente-Maritime, en région Nouvelle-Aquitaine, dans l'ancienne province de Saintonge. Appartenant au Midi atlantique, au cœur de l'arc atlantique, elle peut être rattachée à deux grands ensembles géographiques, le Grand Ouest français et le Grand Sud-Ouest français.
Nieul-lès-Saintes appartient à la couronne périurbaine de Saintes (banlieue ouest), important pôle d'emplois et de services qui exerce son influence sur toute la région.
La commune est traversée au sud par la D728 - route de Marennes à Saintes, ainsi que par la D125 - de moindre importance, et traversant le bourg - reliant Port-des-Barques à Saint-Fort-sur-Gironde.
Elle est aussi traversée par le GR4 reliant Royan à Grasse, sur son tronçon reliant Royan à Saintes via Marennes.

### Cadre géographique

Carte de la commune de Nieul-lès-Saintes

Le finage communal d'une étendue de 2041 hectares occupe un plateau calcaire du crétacé. Les altitudes sur la commune varient entre 19m et 68m. Le bourg est quant à lui à l'altitude de 40m (au niveau de la mairie).
Le territoire communal est intégralement situé dans la vallée de l'Arnoult - affluent de la Charente - qui coule à l'ouest de la commune, et la sépare de celle de Corme-Royal. Les rivières de la Charrière et du Primaud structurent le territoire communal, la première au centre et dont la source se situe dans le bourg, la seconde en situation limitrophe avec la commune de La Clisse et dont la source se situe au hameau des Gentils.
Une ceinture boisée, constituée de nombreux bois de feuillus, traverse la commune, dont les principaux sont le bois du Chantreau en situation limitrophe avec les communes de Pessines et La Clisse, et le bois du Logis au cœur du finage et à proximité du bourg et du château.
La commune de Nieul-lès-Saintes est située dans un système de polycultures, lié à sa diversité de paysages : marais, bois, terres argileuses et limoneuses, landes. En effet, les terres dans la commune sont vouées aux grandes cultures (blé, maïs, tournesol...) mais aussi la viticulture et l'élevage.
Le bourg de Nieul se situe au nord-est du territoire communal, et à proximité du bourg de Saint-Georges-des-Coteaux, commune limitrophe. Il présente autour de son église un aspect villageois typique, étant situé en extrémité du tissu urbanisé développé surtout en direction de Saintes via Saint-Georges-des-Coteaux par l'aspect de quartiers résidentiels qui ont successivement annexé de quelques lieux-dits (le Moulin-Drugeon, la Gaillarderie, la Chagnasse, la Gare). Celui-ci s'étire le long d'un vallon sec s'étalant sur la commune voisine où celle-ci même s'est fortement développée.
La commune contient aussi plusieurs hameaux : Touche-Marteau, le Maine-Bernard, les Guillets, les Primaudières, le Grois, les Charriers, les Rollands, les Gentils, les Rogers, les Erroneaux.

### Communes limitrophes
| Soulignonne | Les Essards       | Saint-Georges-des-Coteaux |
| Corme-Royal | Nieul-lès-Saintes | Saintes                   |
| La Clisse   | Pessines          |                           |

## Urbanisme

### Typologie
Au 1er janvier 2024, Nieul-lès-Saintes est catégorisée commune rurale à habitat dispersé, selon la nouvelle grille communale de densité à 7 niveaux définie par l'Insee en 2022.
Elle est située hors unité urbaine. Par ailleurs la commune fait partie de l'aire d'attraction de Saintes, dont elle est une commune de la couronne,. Cette aire, qui regroupe 62 communes, est catégorisée dans les aires de 50 000 à moins de 200 000 habitants,.

### Occupation des sols
L'occupation des sols de la commune, telle qu'elle ressort de la base de données européenne d’occupation biophysique des sols Corine Land Cover (CLC), est marquée par l'importance des territoires agricoles (80,6 % en 2018), en diminution par rapport à 1990 (82,5 %). La répartition détaillée en 2018 est la suivante : 
terres arables (55,8 %), zones agricoles hétérogènes (19,5 %), forêts (17,3 %), prairies (5,3 %), zones urbanisées (2,2 %). L'évolution de l’occupation des sols de la commune et de ses infrastructures peut être observée sur les différentes représentations cartographiques du territoire : la carte de Cassini (XVIIIe siècle), la carte d'état-major (1820-1866) et les cartes ou photos aériennes de l'IGN pour la période actuelle (1950 à aujourd'hui).

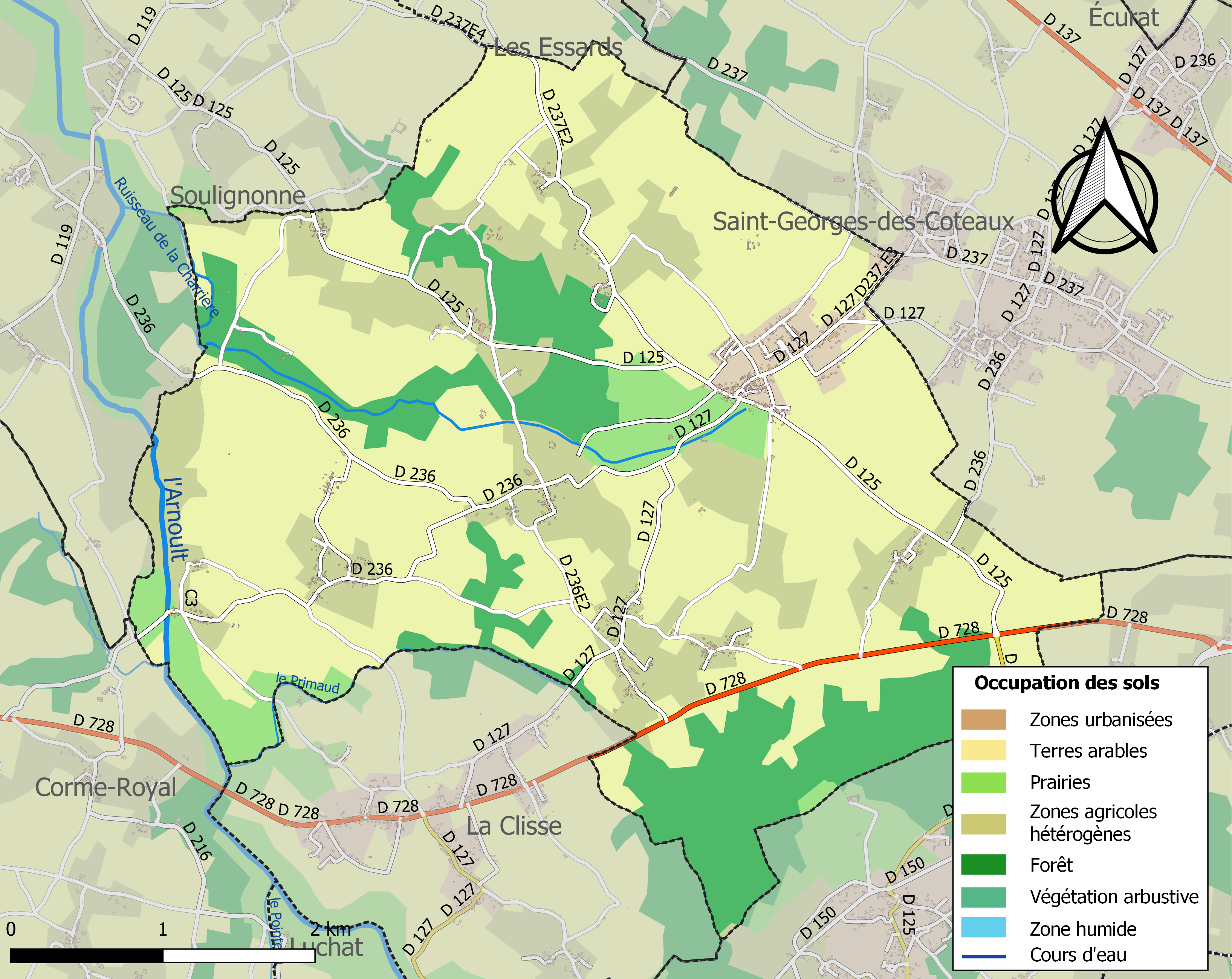
Carte des infrastructures et de l'occupation des sols de la commune en 2018 (CLC).

### Risques majeurs
Le territoire de la commune de Nieul-lès-Saintes est vulnérable à différents aléas naturels : météorologiques (tempête, orage, neige, grand froid, canicule ou sécheresse), inondations, mouvements de terrains et séisme (sismicité faible). Il est également exposé à un risque technologique, le transport de matières dangereuses. Un site publié par le BRGM permet d'évaluer simplement et rapidement les risques d'un bien localisé soit par son adresse soit par le numéro de sa parcelle.

#### Risques naturels
Certaines parties du territoire communal sont susceptibles d’être affectées par le risque d’inondation par débordement de cours d'eau, notamment l'Arnoult. La commune a été reconnue en état de catastrophe naturelle au titre des dommages causés par les inondations et coulées de boue survenues en 1982, 1993, 1999, 2010 et 2019,.

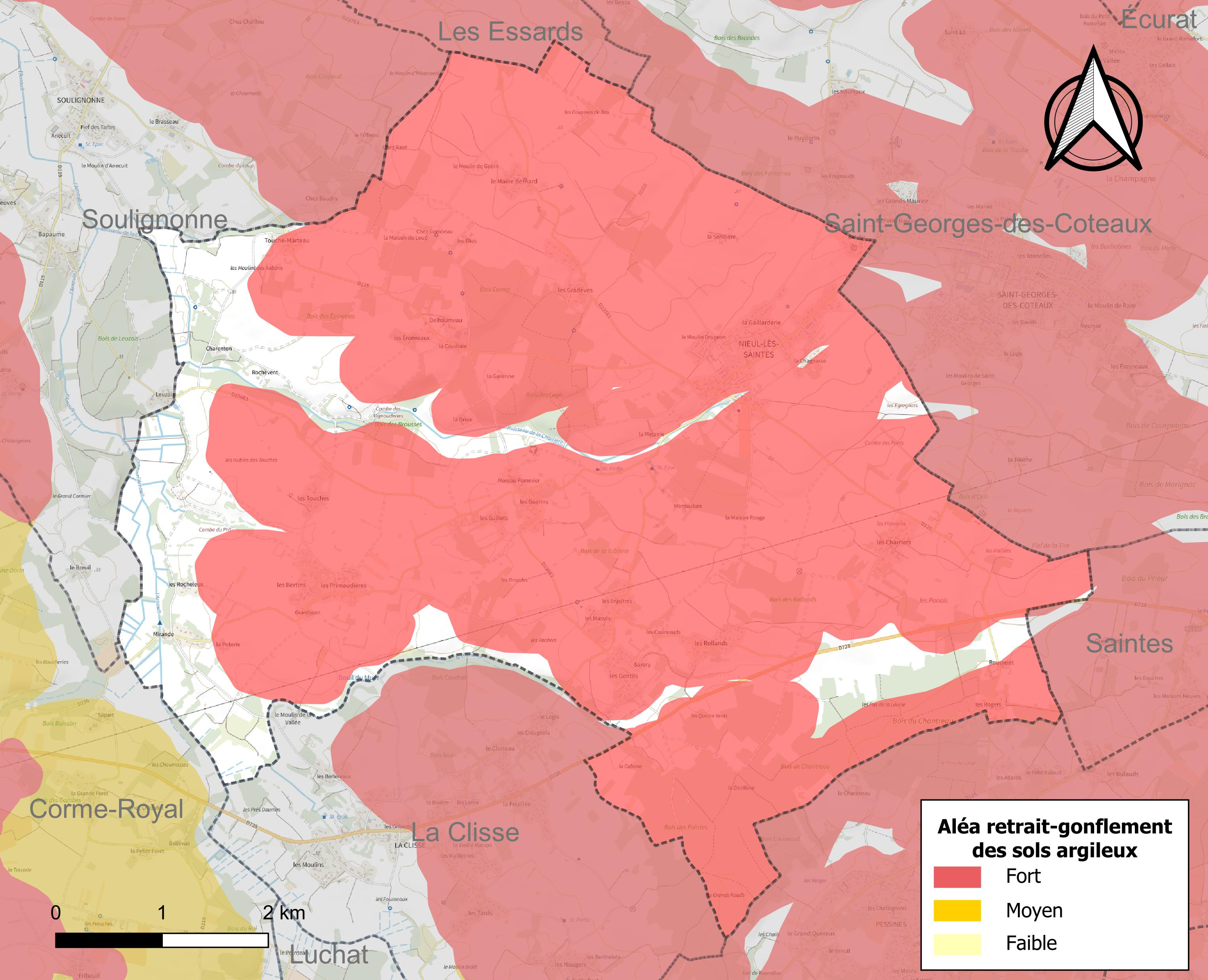
Carte des zones d'aléa retrait-gonflement des sols argileux de Nieul-lès-Saintes.

Les mouvements de terrains susceptibles de se produire sur la commune sont des affaissements et effondrements liés aux cavités souterraines (hors mines) et des tassements différentiels. Par ailleurs, afin de mieux appréhender le risque d’affaissement de terrain, l'inventaire national des cavités souterraines permet de localiser celles situées sur la commune.
Le retrait-gonflement des sols argileux est susceptible d'engendrer des dommages importants aux bâtiments en cas d’alternance de périodes de sécheresse et de pluie. 83,5 % de la superficie communale est en aléa moyen ou fort (54,2 % au niveau départemental et 48,5 % au niveau national). Sur les 597 bâtiments dénombrés sur la commune en 2019, 562 sont en aléa moyen ou fort, soit 94 %, à comparer aux 57 % au niveau départemental et 54 % au niveau national. Une cartographie de l'exposition du territoire national au retrait gonflement des sols argileux est disponible sur le site du BRGM,.
Par ailleurs, afin de mieux appréhender le risque d’affaissement de terrain, l'inventaire national des cavités souterraines permet de localiser celles situées sur la commune.
Concernant les mouvements de terrains, la commune a été reconnue en état de catastrophe naturelle au titre des dommages causés par la sécheresse en 1989, 1991, 1996, 2003, 2005 et 2009 et par des mouvements de terrain en 1999 et 2010.

#### Risques technologiques
Le risque de transport de matières dangereuses sur la commune est lié à sa traversée par une ou des infrastructures routières ou ferroviaires importantes ou la présence d'une canalisation de transport d'hydrocarbures. Un accident se produisant sur de telles infrastructures est susceptible d’avoir des effets graves sur les biens, les personnes ou l'environnement, selon la nature du matériau transporté. Des dispositions d’urbanisme peuvent être préconisées en conséquence.

## Toponymie
Il s'agit d'un composé dont les deux parties sont d'origine gauloise : novio- ("nouveau") et -ialo ("clairière"), mais plus tard -ialo prend aussi le sens d'"habitation", "village".

Nieul est donc une "nouvelle clairière" ou plus simplement un "nouveau village".

## Histoire
Nieul s'est développée pendant les grands défrichements de la forêt de Baconnais s’étendant à l’ouest de Saintes au milieu du XIe siècle. C'est au siècle suivant que l'église romane Saint Martin est édifiée.
À partir de 1259, la rive gauche de la Charente passe sous contrôle anglais. Le seigneur du Château de Nieul et maire de La Rochelle, Jean Chaudrier a joué un rôle primordial pour la libération de la ville de manière pacifique.
En 1472, Louis XI confie à René Chaudrier la châtellenie de Nieul, Soulignonne et La Clisse.
Sur la commune, des logis datent de l’Ancien Régime, comme Les Touches, La Sendière, Les Guillets et Rousselet, résidence d’été au XVIIe siècle du prieur de Saint Eutrope de Saintes, qui exerce le droit de patronage sur la paroisse.
À la Révolution, la garenne de Nieul approvisionne en bois le port de Rochefort. Vers 1830, la commune compte deux fours à chaux et un moulin à foulon, pour les tissus de laine.
À la fin du XIXe siècle, le phylloxéra provoque la disparition du vignoble. L'élevage se développe et une laiterie coopérative est ouverte en 1911, qui ferme au début des années 1980. À partir de cette période, Nieul se transforme en un village résidentiel de la périphérie saintaise, le bâti se développant à l'est du bourg dans la continuité du village voisin de Saint-Georges-des-Coteaux.

## Administration

### Liste des maires

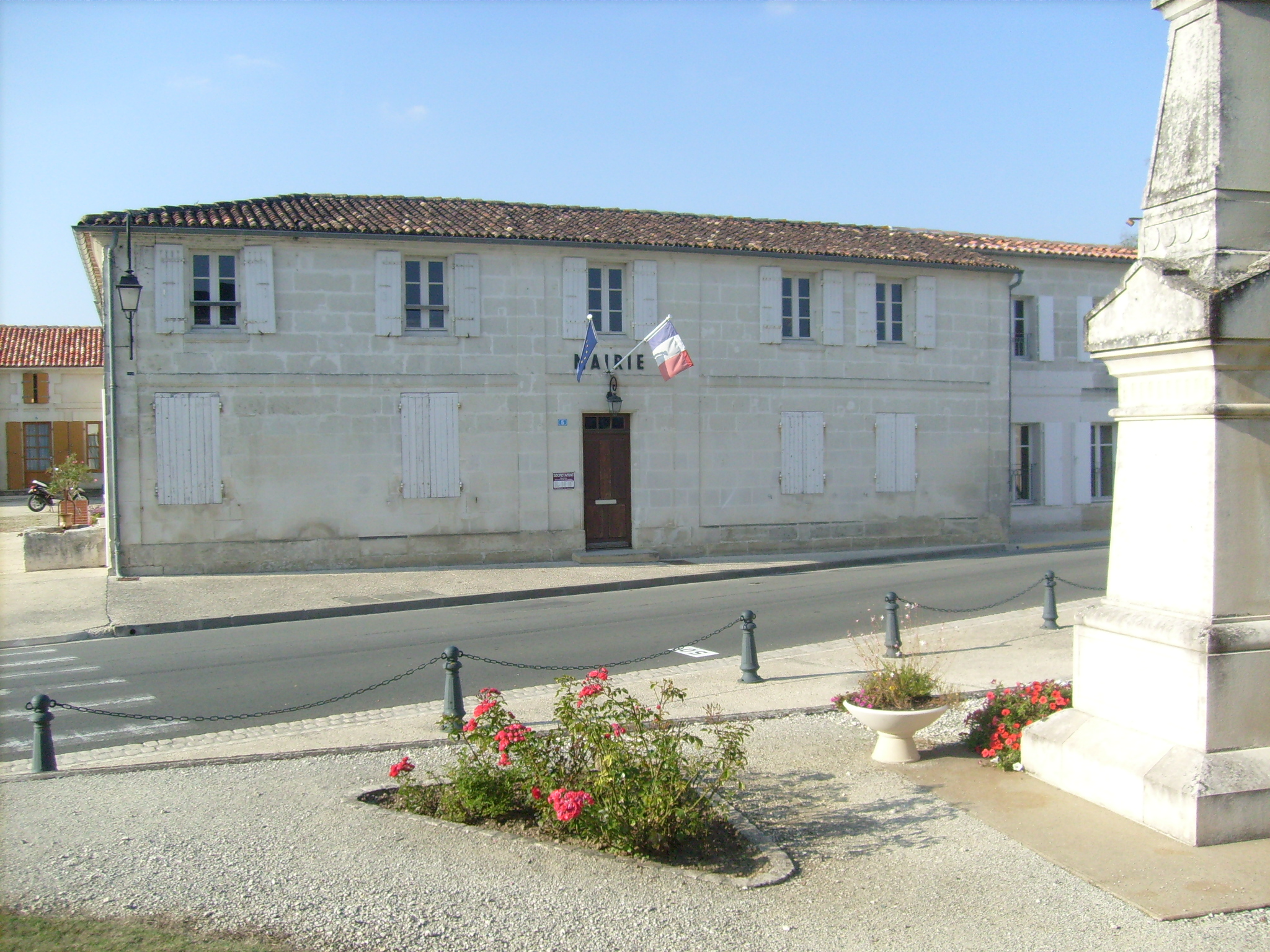
L'ancienne mairie, devenue bibliothèque municipale

| Période                                  | Période | Identité             | Étiquette | Qualité                                         |
| ---------------------------------------- | ------- | -------------------- | --------- | ----------------------------------------------- |
| 1859                                     | 1902    | Théodore Guillet     |           | Fondateur de la maison de cognac Rouyer-Guillet |
| Les données manquantes sont à compléter. |         |                      |           |                                                 |
|                                          | 2001    | Marie-Claire Boisson |           |                                                 |
| 2001                                     | 2020    | Denise Turgné        | DVD       | Employée                                        |
| 2020                                     |         | Mikaël Moinet        | SE        | Artisan                                         |
| Les données manquantes sont à compléter. |         |                      |           |                                                 |

### Région
À la suite de la réforme administrative de 2014 ramenant le nombre de régions de France métropolitaine de 22 à 13, la commune appartient depuis le 1er janvier 2016 à la région Nouvelle-Aquitaine, dont la capitale est Bordeaux. De 1972 au 31 décembre 2015, elle a appartenu à la région Poitou-Charentes, dont le chef-lieu était Poitiers.

### Canton
La commune de Nieul-lès-Saintes appartient au canton de Saint-Porchaire depuis mars 2015. Avant cette date, la commune appartenait au canton de Saintes-Ouest qui regroupait huit communes et une fraction de la ville de Saintes. Ce canton était issu d'un remaniement de la carte administrative qui a eu lieu en 1985 et a succédé à l'ancien canton de Saintes-Sud formé dès son origine en 1790. Première commune via sa superficie dans ce canton, elle est désormais la deuxième après la commune de Sainte-Gemme dans celui de Saint-Porchaire.

### Intercommunalité
Nieul-lès-Saintes adhère à la Communauté de communes Cœur de Saintonge dont le siège administratif est situé à Saint-Porchaire. De même, la commune appartient au Pays de Saintonge Romane dont le siège est fixé à Saintes.

### Circonscription législative
La commune est située dans la troisième circonscription de la Charente-Maritime qui englobe l'arrondissement de Saint-Jean-d'Angély dans sa totalité et la partie nord de l'arrondissement de Saintes (cantons de Burie, Saintes-Est - à l'exception des communes de Colombiers et La Jard -, Saintes-Nord et Saintes-Ouest).

### Politique locale
Le vote dans la commune de Nieul-lès-Saintes est plutôt orienté à droite de l'échiquier politique.
| Élections | 1er tour         | 1er tour | 1er tour         | 1er tour | 1er tour              | 1er tour | 1er tour            | 1er tour | 2d tour          | 2d tour | 2d tour          | 2d tour |
| Élections | 1er              | 1er      | 2d               | 2d       | 3e                    | 3e       | 4e                  | 4e       | 1er              | 1er     | 2d               | 2d      |
| --------- | ---------------- | -------- | ---------------- | -------- | --------------------- | -------- | ------------------- | -------- | ---------------- | ------- | ---------------- | ------- |
| 2002      | J.Chirac (RPR)   | 18,62 %  | J-M. Le Pen (FN) | 17,32 %  | J. Saint-Josse (CPNT) | 13.78%   | L. Jospin (PS)      | 8.75%    | J.Chirac (RPR)   | 81,06 % | J-M. Le Pen (FN) | 18,94 % |
| 2007      | N. Sarkozy (UMP) | 27,32 %  | S. Royal (PS)    | 21,03 %  | F. Bayrou (UDF)       | 18,17%   | J-M. Le Pen (FN)    | 13,59%   | N. Sarkozy (UMP) | 53,44 % | S. Royal (PS)    | 46,56 % |
| 2012      | N. Sarkozy (UMP) | 27,14 %  | M. Le Pen (FN)   | 23,26 %  | F. Hollande (PS)      | 22,73%   | J-L. Mélenchon (FG) | 10,03%   | N. Sarkozy (UMP) | 52,56 % | F. Hollande (PS) | 47,44 % |
| 2017      | M. Le Pen (FN)   | 30,7 %   | E. Macron (EM)   | 18,17 %  | F.Fillon (LR)         | 17,67%   | J-L. Mélenchon (FI) | 16,79%   | E. Macron (EM)   | 54,88 % | M. Le Pen (FN)   | 45,12 % |
| 2022      | M. Le Pen (RN)   | 29,67 %  | E. Macron (LREM) | 26,14 %  | J-L. Mélenchon (FI)   | 13,01%   | É. Zemmour (REC)    | 6,57%    | M. Le Pen (RN)   | 52,66 % | E. Macron (LREM) | 47,34 % |

## Démographie

### Évolution démographique
L'évolution du nombre d'habitants est connue à travers les recensements de la population effectués dans la commune depuis 1793. Pour les communes de moins de 10 000 habitants, une enquête de recensement portant sur toute la population est réalisée tous les cinq ans, les populations de référence des années intermédiaires étant quant à elles estimées par interpolation ou extrapolation. Pour la commune, le premier recensement exhaustif entrant dans le cadre du nouveau dispositif a été réalisé en 2007.

En 2022, la commune comptait 1 213 habitants, en évolution de −0,66 % par rapport à 2016 (Charente-Maritime : +4,04 %, France hors Mayotte : +2,11 %).
| 1793 | 1800 | 1806 | 1821 | 1831  | 1836 | 1841  | 1846  | 1851  |
| ---- | ---- | ---- | ---- | ----- | ---- | ----- | ----- | ----- |
| 860  | 868  | 788  | 937  | 1 008 | 999  | 1 057 | 1 087 | 1 031 |

| 1856  | 1861 | 1866 | 1872 | 1876 | 1881 | 1886 | 1891 | 1896 |
| ----- | ---- | ---- | ---- | ---- | ---- | ---- | ---- | ---- |
| 1 004 | 933  | 930  | 846  | 844  | 805  | 812  | 763  | 740  |

| 1901 | 1906 | 1911 | 1921 | 1926 | 1931 | 1936 | 1946 | 1954 |
| ---- | ---- | ---- | ---- | ---- | ---- | ---- | ---- | ---- |
| 701  | 720  | 705  | 626  | 648  | 649  | 623  | 622  | 660  |

| 1962 | 1968 | 1975 | 1982 | 1990 | 1999 | 2006 | 2007 | 2012  |
| ---- | ---- | ---- | ---- | ---- | ---- | ---- | ---- | ----- |
| 647  | 636  | 569  | 763  | 953  | 975  | 979  | 979  | 1 116 |

| 2017  | 2022  | - | - | - | - | - | - | - |
| ----- | ----- | - | - | - | - | - | - | - |
| 1 252 | 1 213 | - | - | - | - | - | - | - |

## Culture locale et patrimoine

### Lieux et monuments

#### Patrimoine historique et culturel
- L'église Saint-Martin[26],[27] est classée Monument historique depuis le 21 janvier 1907.

Une plaque funéraire en marbre noir atteste de l'inhumation de messire Gabriel Isaie Lemouzin, chevalier, seigneur et baron de Varzay, Nieul et autres places, décédé le 17 décembre 1797 à l'âge de 86 ans. Cette plaque a été inscrite aux Mobiliers Historiques le 30 novembre 1984.
Une grande toile (205 cm sur 127) représente saint Martin partageant son manteau. Elle a été commandée par Maryon, un lieutenant des chirurgiens de Saintonge, et peinte par Bragny en 1646. Cette peinture a été inscrite aux Mobiliers Historiques le 27 décembre 1907.
- Le château de Nieul-lès-Saintes[27], construit en 1372 par Jean Chaudrier, seigneur de Nieul-lès-Saintes, et maire de La Rochelle à quatre reprises[28].
- Le lavoir de la fontaine Saint-Martin
- La mairie de Nieul-lès-Saintes, ancien presbytère réhabilité pour accueillir les locaux de la municipalité en 2011-2012[29]. L'ancien maire, Théodore Guillet qui y est né le 15 mai 1833 est le donateur de cette maison à la commune. Par acte notarié, il en avait accordé l'occupation au curé de la paroisse. L'acte mentionnait qu'au décès du dernier prêtre occupant la cure, la demeure serait donnée à la commune à condition que la mairie y soit transférée[30].
- Le monument aux morts
- Fosse et plaque commémorative du crash du bombardier Little Girl II, entraînant la mort du capitaine Charles Donald Cole, à proximité du lieu-dit Rochevent, le 5 janvier 1944[31].

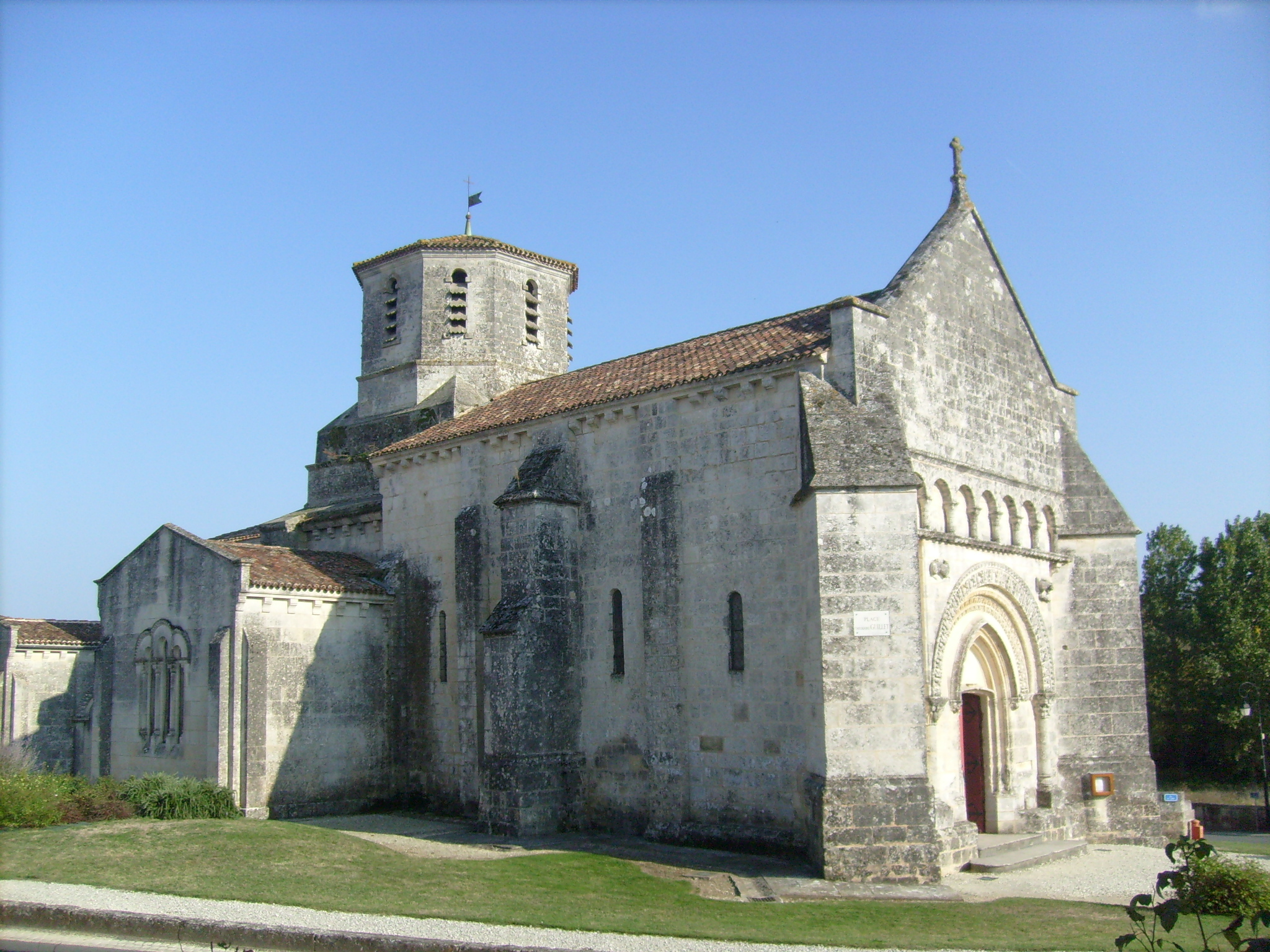
L'église romane Saint-Martin.
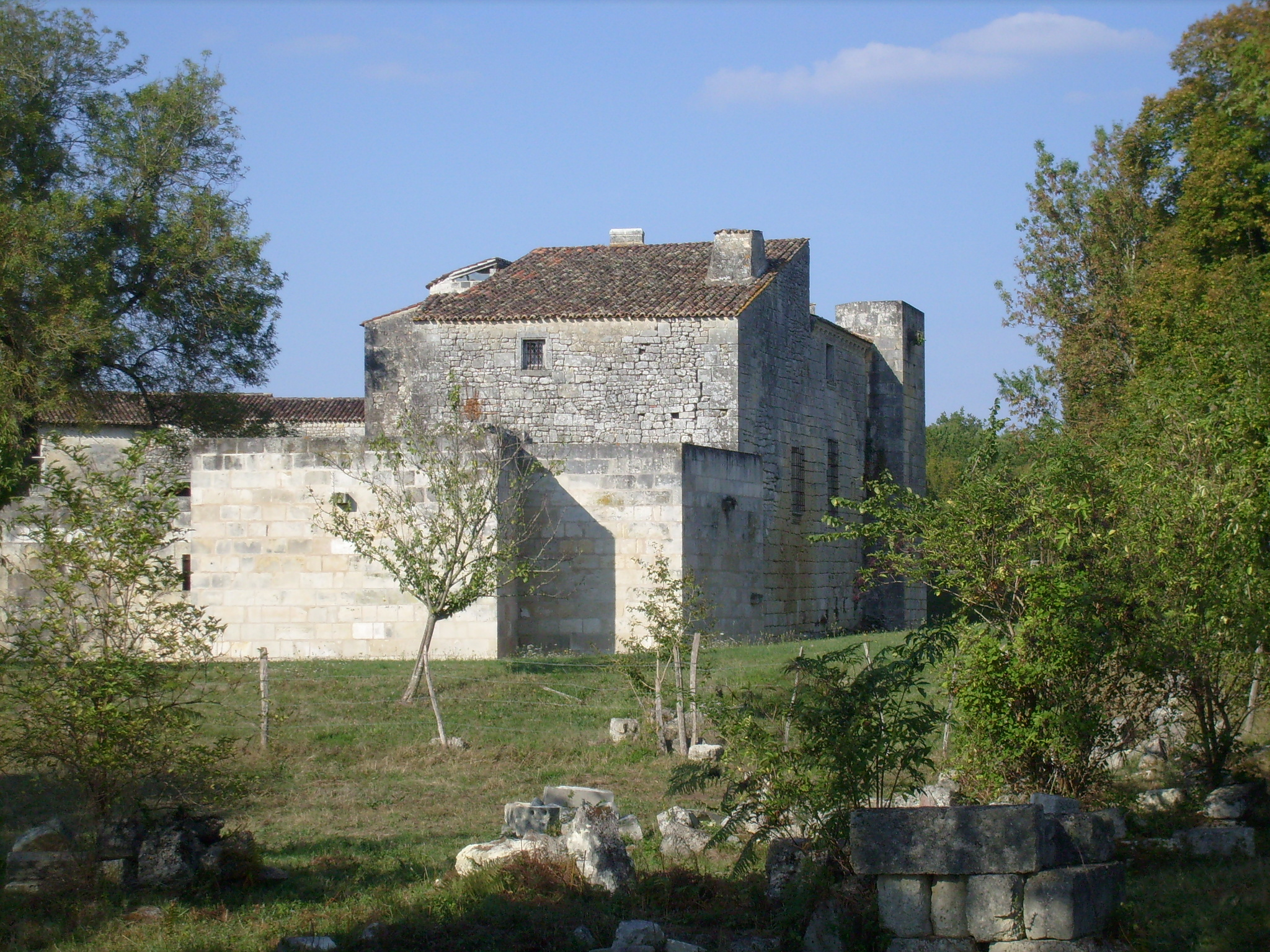
Le château de Nieul-lès-Saintes.
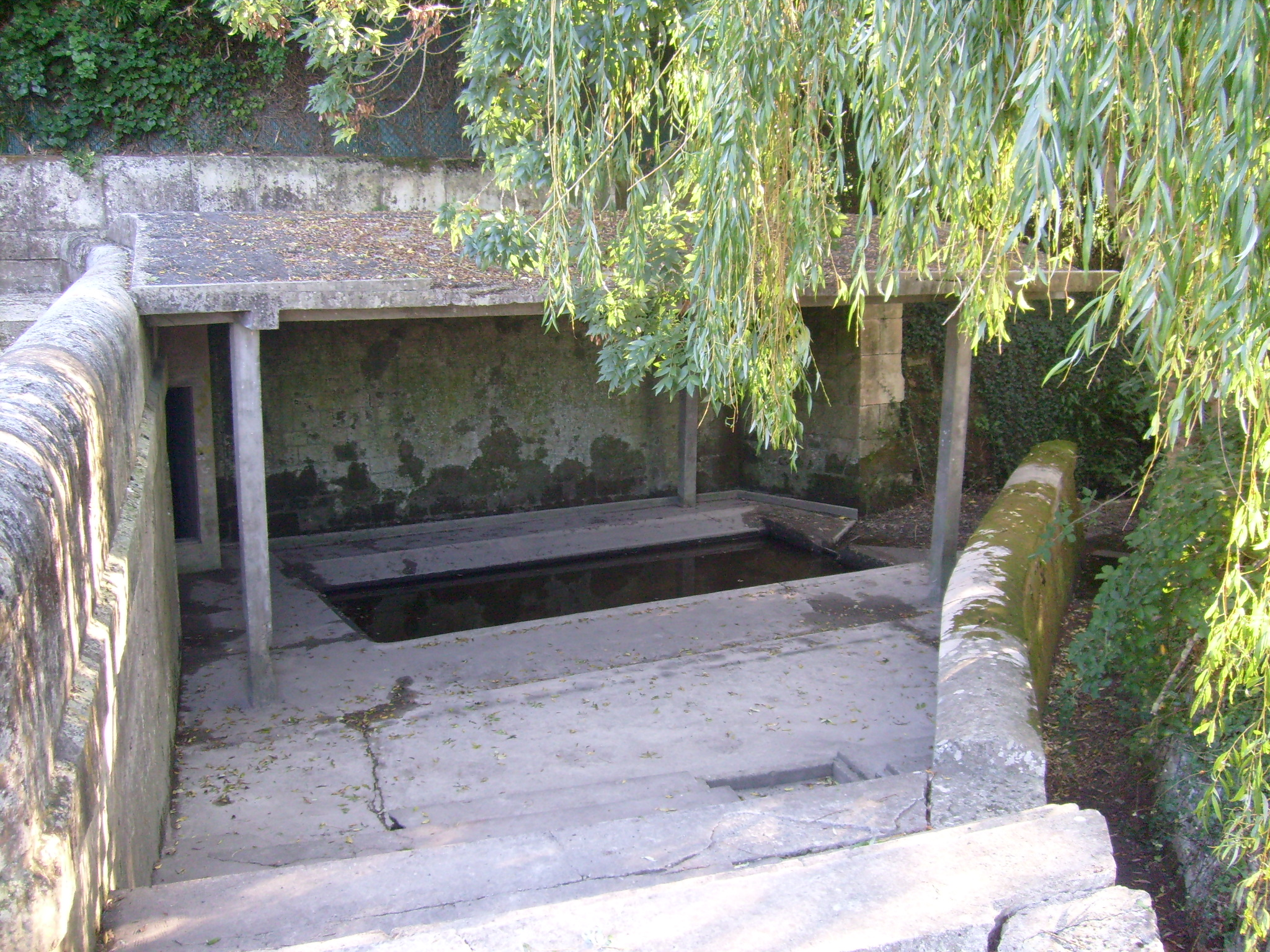
Le lavoir de la fontaine Saint-Martin
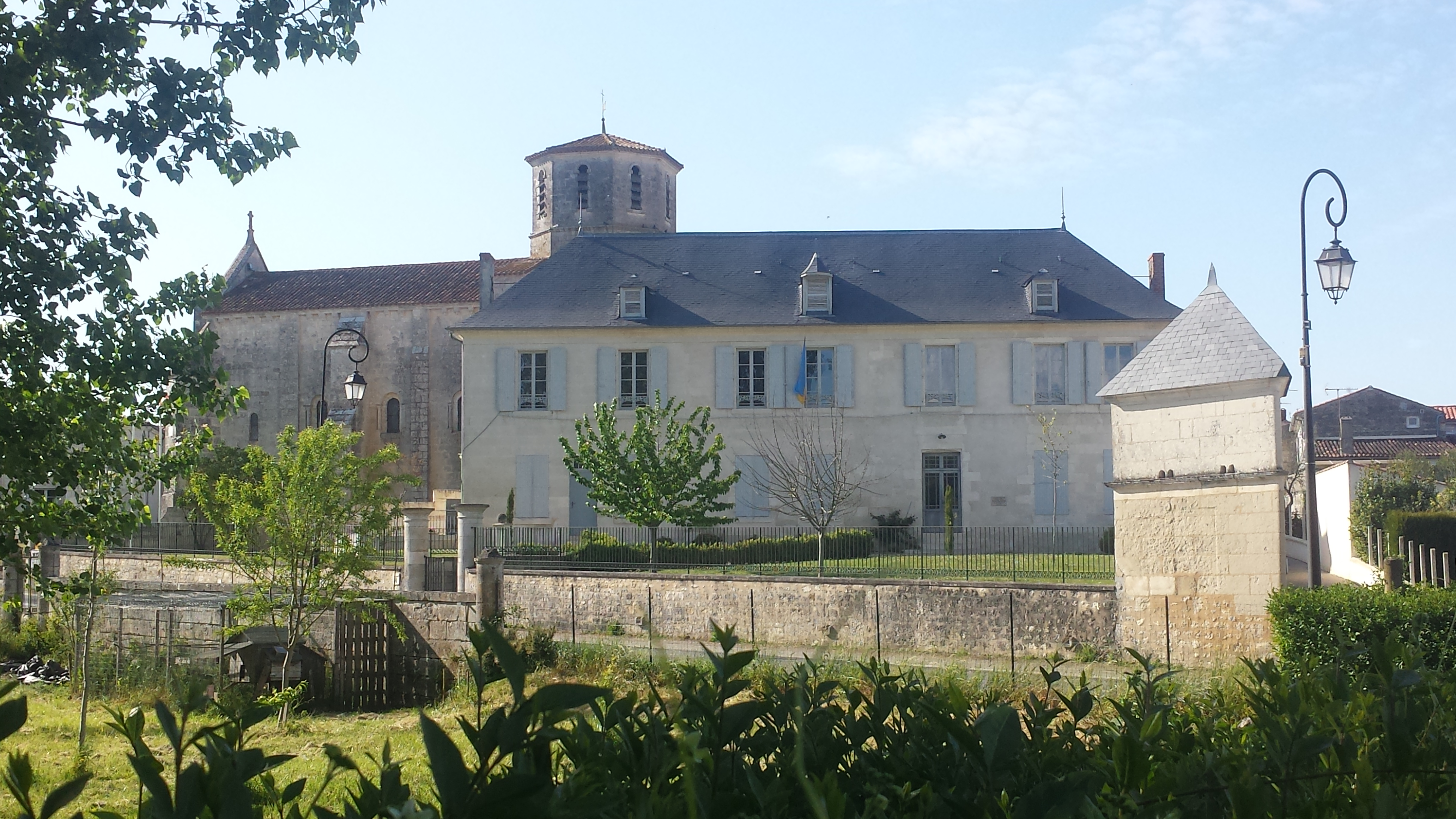
La mairie et l'église, vues de la fontaine
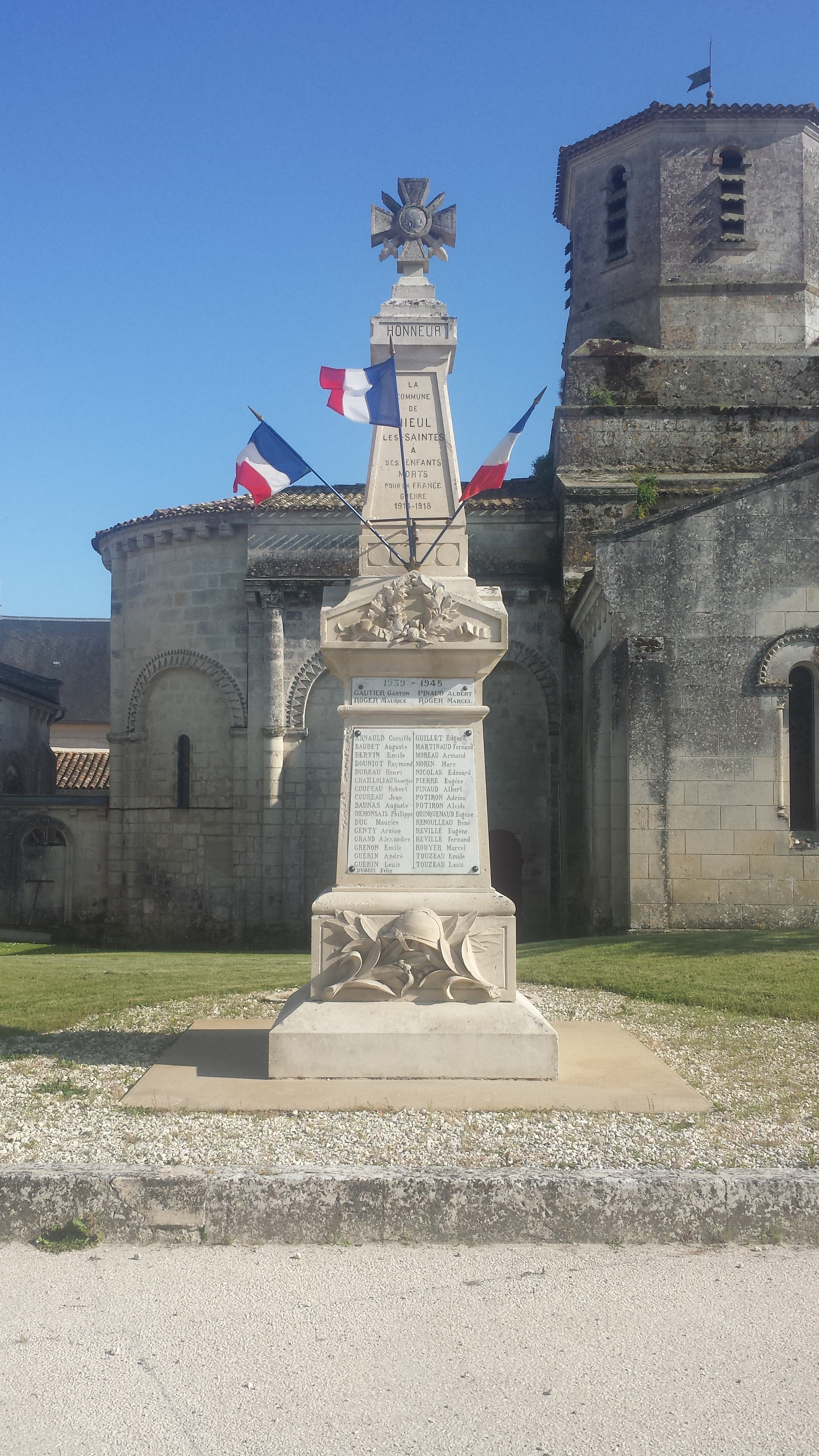
Le monument aux morts

#### Patrimoine naturel

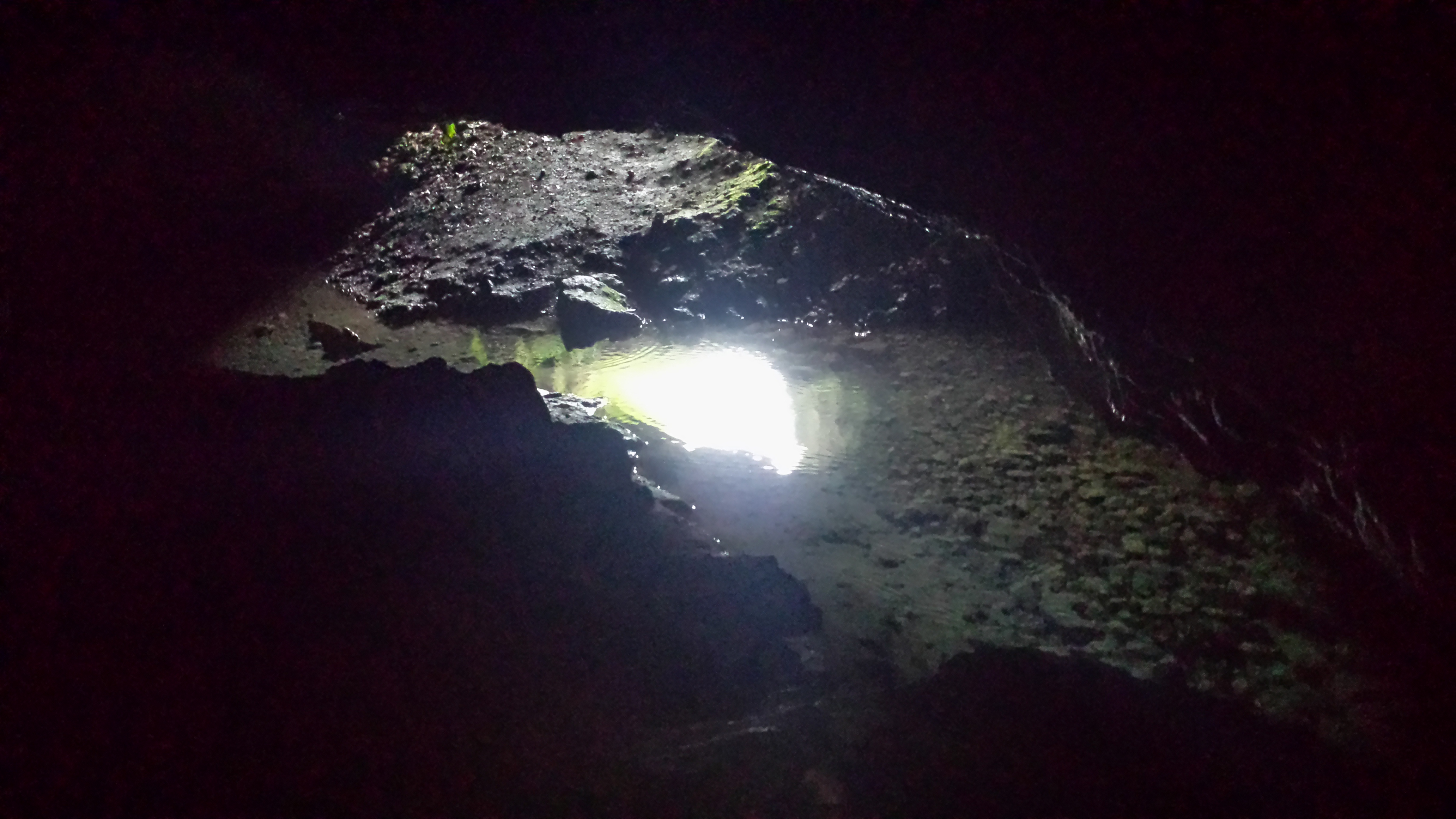
Le bassin du Trou de Pampin reflétant la lumière du jour

- La grotte de Pampin, aussi appelée Trou de Pampin s'ouvre sur la "salle du grand étang". Un massif effondrement obstrue une partie importante de la cavité. Au delà, se trouve le "couloir du petit étang". Les deux plans d'eau se situent au niveau de la nappe phréatique de l'Arnoult, 200m plus à l'ouest. La profondeur de l'étang de Pampin est inconnue, celui-ci continuant à travers un système de fissures. La grotte fait l'objet d'une légende héritée d'un drame médiéval mettant en scène le jeune "Pampin". Elle rapporte que chaque nuit de Noël, les eaux turquoise de la grotte se teintent en rouge sang[32].
- La grotte du Maine-Bernard est composée d'une vaste salle circulaire présentant un foisonnement de concrétions. L'entrée est interdite au public[33].

## Personnalités liées à la commune
- Jean Chaudrier fut maire de La Rochelle à quatre reprises. Ce dernier est célèbre pour avoir délivré la ville des Anglais sans avoir mené de combat.
- Pierre de Ronsard.